# Adrián García Arias
Adrián García Arias (nació el 6 de diciembre de 1975 en la Ciudad de México), es un exfutbolista y entrenador mexicano. Se desempeñaba como defensa central.

## Trayectoria

### Futbolista
Debutó en la temporada 1995-1996 con los Diablo Rojos del Toluca en el Estadio Nemesio Díez en el empate 2-2 contra el Club Santos Laguna.
De cara al Apertura 2002 fue fichado por el Club América; con los Azulcremas jugó solo un partido, en el empate 1-1 ante el Morelia. En el siguiente semestre participó en 13 encuentros, pero al no tener el rendimiento esperado fue prestado al Santos Laguna.
Con los Alviverdes jugó 7 partidos, siendo titular solo en 5 de ellos.
Llegó a Jaguares de Chiapas para el Clausura 2004. Con los Naranjas consiguió el liderato del Clausura 2004 (Cruz Azul los eliminó en cuartos de final) y acceder a la final del InterLiga 2005 (Guadalajara ganó en penales). Tras la llegada de Luis Fernando Tena a la dirección técnica del equipo chiapaneco, en el Apertura 2005, García Arias perdió la titularidad y salió del conjunto felino al concluir el torneo.   
En diciembre de 2005 se unió a San Luis FC. Con el conjunto potosino llegó a la final del Clausura 2006,  misma que perdió ante los Tuzos del Pachuca. 
En miras del Bicentenaio 2010,  se sumó a la plantilla de Indios, con la consigna de evitar el descenso, pero el conjunto fronterizo perdió la categoría al finalizar el torneo.
Jugó la Temporada 2010-2011 con Morelia.
Fue cedido a los Gallos Blancos del Querétaro para el Apertura 2011.
En el Apertura 2013 se unió al Celaya en la Liga de Ascenso de México.

### Entrenador y auxiliar técnico
Dirigió a los Ocelotes de la UNACH en la Segunda División de México, del 1 de julio de 2017 al 10 de marzo de 2018. El primer semestre del 2019 a Cocodrilos de Tabasco, también en la Segunda División.
El primer semestre del 2021 fue asistente de Iván León (11 partidos) y Segio Pardo (5 partidos) en Achuapa, equipo de la Liga Nacional de Guatemala
El 23 de septiembre de 2022, asumió la dirección técnica de Malacateco.
El segundo semestre del 2023 dirigió a Achuapa. El enero de 2024 fue presentado como entrenador de Cobán Imperial. 
El 1 de julio de 2024 tomó las riendas del Club Social y Deportivo Zacapa. 

## Clubes

### Futbolista
| Club                | País   | Año               |
| ------------------- | ------ | ----------------- |
| Toluca              | México | 1995-2002         |
| Club América        | México | 2002-2003         |
| Club Santos Laguna  | México | Apertura 2003     |
| Jaguares de Chiapas | México | 2004-2005         |
| San Luis FC         | México | 2006-2009         |
| Indios              | México | Bicentenario 2010 |
| Morelia             | México | 2010-2011         |
| Querétaro FC        | México | 2011-2013         |
| Celaya              | México | Apertura 2013     |

#### Partidos y goles
| Competencia                      | Partidos | Goles |
| -------------------------------- | -------- | ----- |
| Primera División de México       | 377      | 2     |
| Copa México                      | 5        | 0     |
| Liga de Ascenso de México        | 4        | 0     |
| InterLiga                        | 4        | 0     |
| Copa Libertadores                | 4        | 0     |
| SuperLiga                        | 4        | 0     |
| Liga de Campeones de la Concacaf | 3        | 0     |
| Copa Sudamericana                | 1        | 0     |
| Total                            | 402      | 2     |

### Auxiliar y entrenador
| Club                    | País      | Año           |
| ----------------------- | --------- | ------------- |
| Ocelotes de la UNACH *  | México    | 2017-1018     |
| Cocodrilos de Tabasco * | México    | Clausura 2019 |
| Achuapa (Auxiliar)      | Guatemala | Clausura 2021 |
| Malacateco              | Guatemala | 2022-2023     |
| Achuapa                 | Guatemala | Apertura 2023 |
| Cobán Imperial          | Guatemala | Clausura 2024 |
| CSD Zacapa              | Guatemala | Apertura 2024 |

* Segunda División de México

## Selección nacional
Con el Tricolor estuvo disponible en 4 ocasiones, aunque solo jugó tres veces, esto durante el primer semestre del 2002 y bajo la dirección técnica del "Vasco" Javier Aguirre.
|                    | PJ | Minutos | Goles | Asistencias | Periodo |
| ------------------ | -- | ------- | ----- | ----------- | ------- |
| Selección mexicana | 3  | 214     | 0     | 0           | 2002    |

| Fecha               | Rival       | Estadio                     | Resultado | Competencia                     |
| ------------------- | ----------- | --------------------------- | --------- | ------------------------------- |
| 19 de enero de 2002 | El Salvador | Estadio Rose Bowl, Pasadena | 1-0       | Copa de Oro de la Concacaf 2002 |
| 21 de enero de 2002 | Guatemala   | Estadio Rose Bowl, Pasadena | 3-0       | Copa de Oro de la Concacaf 2002 |
| 13 de febrero       | Yugoslavia  | Chase Field, Phoenix        | 1-2       | Amistoso                        |

## Palmarés

### Futbolista

#### Campeonatos nacionales
| Categoría                  | Título      | Club   | País   |
| -------------------------- | ----------- | ------ | ------ |
| Primera División de México | Verano 1998 | Toluca | México |
| Primera División de México | Verano 1999 | Toluca | México |
| Primera División de México | Verano 2000 | Toluca | México |